# Nuttallochiton martiali
Nuttallochiton martiali is een keverslakkensoort uit de familie van de Mopaliidae. De wetenschappelijke naam van de soort is voor het eerst geldig gepubliceerd in 1889 door Rochebrune in Rochebrune & Mabille.